# Justien Odeurs
Justien Odeurs (Sint-Truiden, 13 maggio 1997) è un'ex calciatrice belga, di ruolo portiere.
In carriera dopo aver giocato nel campionato nazionale ha disputato due stagioni in Germania per poi tornare in patria e ritirarsi nel 2023 indossando la maglia dell'Anderlecht dopo aver vinto il quinto titolo consecutivo di Campione del Belgio. Ha inoltre difeso la porta della sua nazionale dalle formazioni giovanili alla nazionale maggiore, disputando con quest'ultima da titolare l'Europeo dei Paesi Bassi 2017.

## Carriera

### Club
Justien Odeurs si appassiona al gioco del calcio fin da giovanissima, decidendo di tesserarsi dal 2003 con il Sint-Truiden, società dell'omonimo centro della Provincia del Limburgo dove cresce con i genitori. Con il Sint-Truiden gioca inizialmente nelle formazioni giovanili miste per passare poi a una squadra interamente femminile ed infine alla squadra femminile titolare che fu campione del Belgio nella stagione 2009-2010. Fa il suo debutto durante la stagione 2012-2013 di BeNe League, la prima con i campionati unificati di primo livello delle federazioni belga e olandese, decidendo di lasciare la squadra alla fine del campionato.
Durante il calciomercato estivo 2013 trova un accordo con l'Anderlecht per la stagione entrante ma trovando poco spazio decide di lasciare la società a fine campionato trasferendosi al Lierse, dove gioca inizialmente in BeNe League la stagione 2014-2015 e, data la soppressione della competizione, dalla seguente in Super League, la nuova denominazione del primo livello del campionato belga femminile di calcio. Nelle due stagioni al Lierse, la seconda vittima di infortuni che l'hanno tenuta più volte lontana dai campi di gioco, contribuisce alla conquista di due Coppe del Belgio di categoria.
Nell'estate 2016 formalizza un accordo con le tedesche dello Jena, cogliendo così l'opportunità di giocare per la prima volta in carriera un campionato estero, la Frauen-Bundesliga, dalla stagione 2016-2017.

### Nazionale

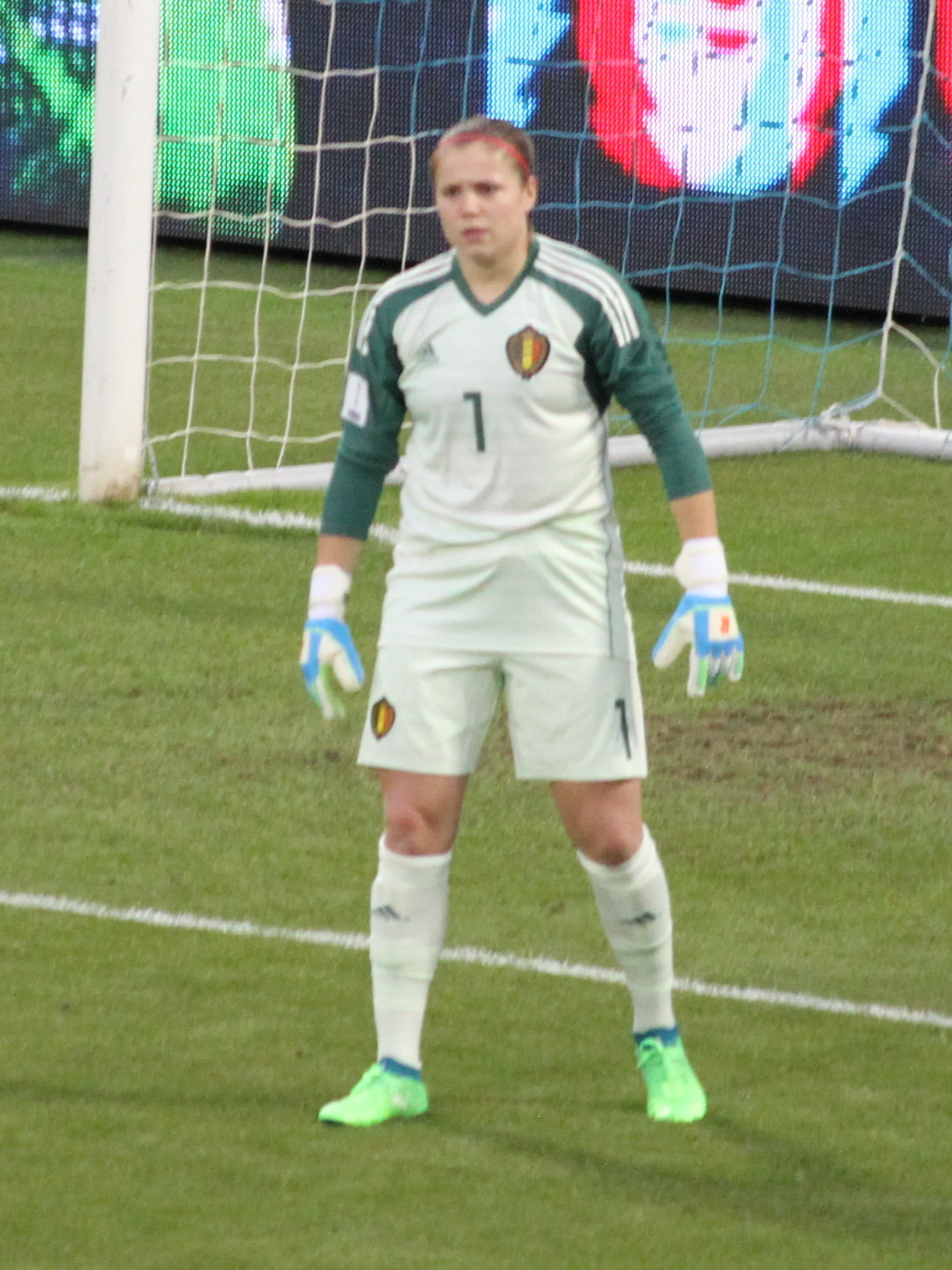
Odeurs durante l'incontro Italia-Belgio del 10 aprile 2018 allo stadio Paolo Mazza di Ferrara.

Odeurs inizia ad essere convocata dalla federazione calcistica del Belgio (Union Royale Belge des Sociétés de Football Association/Koninklijke Belgische Voetbalbond - URBSFA/KBVB) nel 2012, inserita in rosa nella formazione Under-17 che partecipa alle qualificazioni dell'edizione 2013 del Campionato europeo di categoria. Fa il suo debutto nel torneo il 21 ottobre 2012, in occasione del secondo incontro della prima fase di qualificazione del gruppo 1, dove al District Sport Complex di Orhei la sua squadra si impone per 9-0 sulle pari età della Bulgaria. Inserita in rosa dal tecnico Joëlle Piron anche per la fase finale come vice di Diede Lemey, pur non venendo ulteriormente utilizzata condivide il percorso delle compagne che, perdendo entrambi gli incontri, si vedono concludere il torneo al quarto posto. La subentrata Tamara Cassimon sulla panchina delle belghe la chiama come titolare per le qualificazioni dell'edizione successiva senza riuscire a qualificarsi per la fase finale di Inghilterra 2014; con la maglia U-17 in tutto gioca incontri, disputando nel frattempo due amichevoli in un tour a Dublino con la Under-16.
Nel 2014 il responsabile della formazione Under-19 Kris Van Der Haegen decide di inserirla nella rosa della squadra impegnata alla fase finale del Campionato europeo U-19 di Norvegia 2014. Debutta il 15 luglio, nella prima partita del gruppo A persa con 2-0 con la Scozia, giocando anche gli altri due incontri del girone, entrambi persi, venendo eliminate dal torneo. In seguito Van Der Haegen	la convoca anche nella fase di qualificazione a Israele 2015 dove gioca due delle tre partite della prima fase eliminatoria.
Sempre nel 2014 il tecnico Ives Serneels decide di convocarla nella nazionale maggiore, dove debutta il 22 novembre, nella partita amichevole vinta 4-1 sulle avversarie della Polonia.

## Palmarès
- Campionato belga: 5

Anderlecht: 2018-2019, 2019-2020, 2020-2021, 2021-2022, 2022-2023
- Coppa del Belgio: 3

Lierse: 2014-2015, 2015-2016
Anderlecht: 2021-2022